# Pharmacie du Parc
La pharmacie du Parc est une pharmacie située au 26 rue du Président-Wilson à Vichy, le long du parc des Sources dans le département français de l'Allier (région Auvergne-Rhône-Alpes).

## Histoire
Créée en 1900, elle est toujours en activité. Si sa devanture a été refaite au début des années 1960, elle a conservé l'essentiel de son intérieur d'origine, décors en boiserie en stuc et son mobilier. Ce mobilier consiste en de grands panneaux vitrés soutenus par deux corps sur châssis bois à entrecolonnement géminée, des frises de guirlandes sous corniche à modillons, des comptoirs et des présentoirs présentant des vitrines, des tiroirs et des galeries décorées de guirlandes et de feuillages sculptés.  
Le décor intérieur de boiserie, les comptoirs et présentoirs sont inscrits au titre des monuments historiques par arrêté du 4 mars 1991.  
Elle est l'une des rares commerces de la station thermale, avec la confiserie Aux Marocains, subsistantes de la florissante période vichyssoise sous le Second Empire.